# オオナキリスゲ
オオナキリスゲ Carex autumnalis はカヤツリグサ科スゲ属の植物。ナキリスゲに似ているが頂小穂が雄性であること、基部に長い鞘がある点などで異なる。

## 特徴
常緑性の多年生草本。根茎は短く横に這い、まとまって生えるものの多少互いに間を置いて出る。花茎は60～100cmに達し、先端は緩やかに垂れる。葉は濃緑色で硬く、葉幅は2～4mm。基部には濃褐色の鞘があって長く伸びて葉の基部を包み、先端には葉身がない。また糸網を生じることもある。
花期は9～10月。小穂は多数あり、側小穂は節ごとに1～3個出る。頂小穂は雄性、側小穂は雌性か、あるいは先端の雄花がある雄雌性となっている。花序の苞は短い鞘があり、葉身は針状。雄性の頂小穂はとても細長く、糸状で長さ1-2cm、幅は1mmに満たない。雄花鱗片は褐色で先端は鋭く尖る。側小穂は雌性で、時に先端に少数の雄花をつける。長さは1～3cm、幅は約2mm。雌花鱗片は果包の長さの約半分で、褐色で先端は尖っている。果包は卵形で、長さ2.5～3mm、先端は短い嘴となって突き出し、その先端の口部は真ん中がくぼんだ形になっている。また細かな脈があり、全体には無毛だが縁にはざらつきがある。痩果は果包に密着して包まれており、卵形で長さ1.5～2mm。柱頭は2つに分かれる。

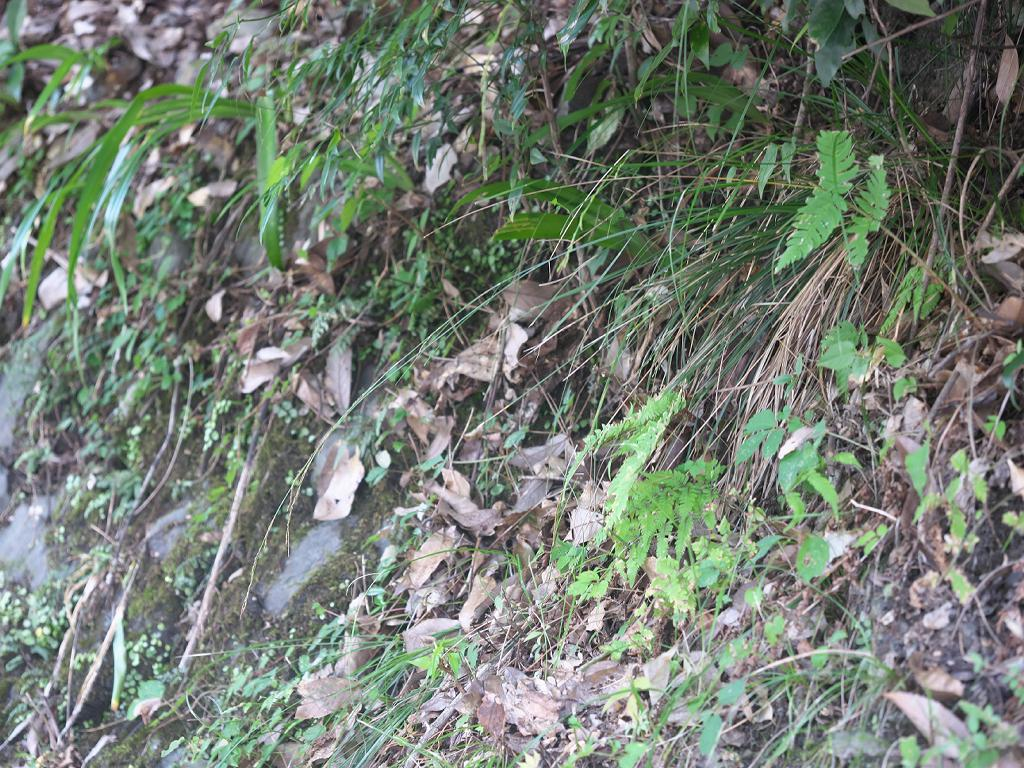
生育地での姿(側面)
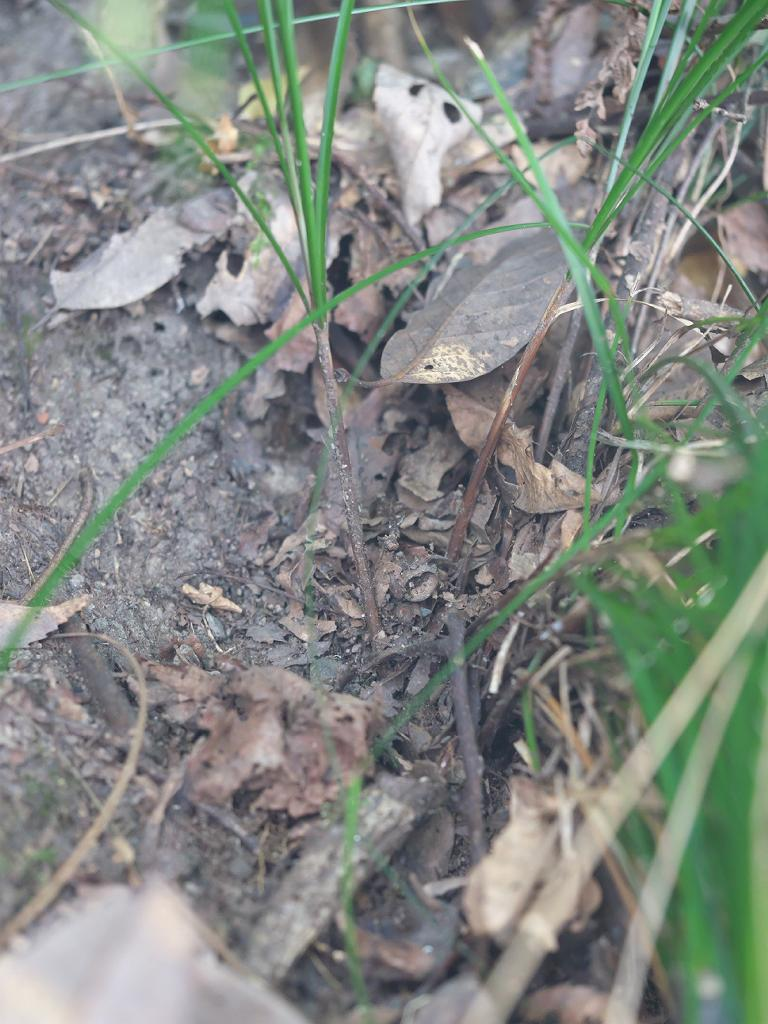
株の根元 長い鞘に包まれる
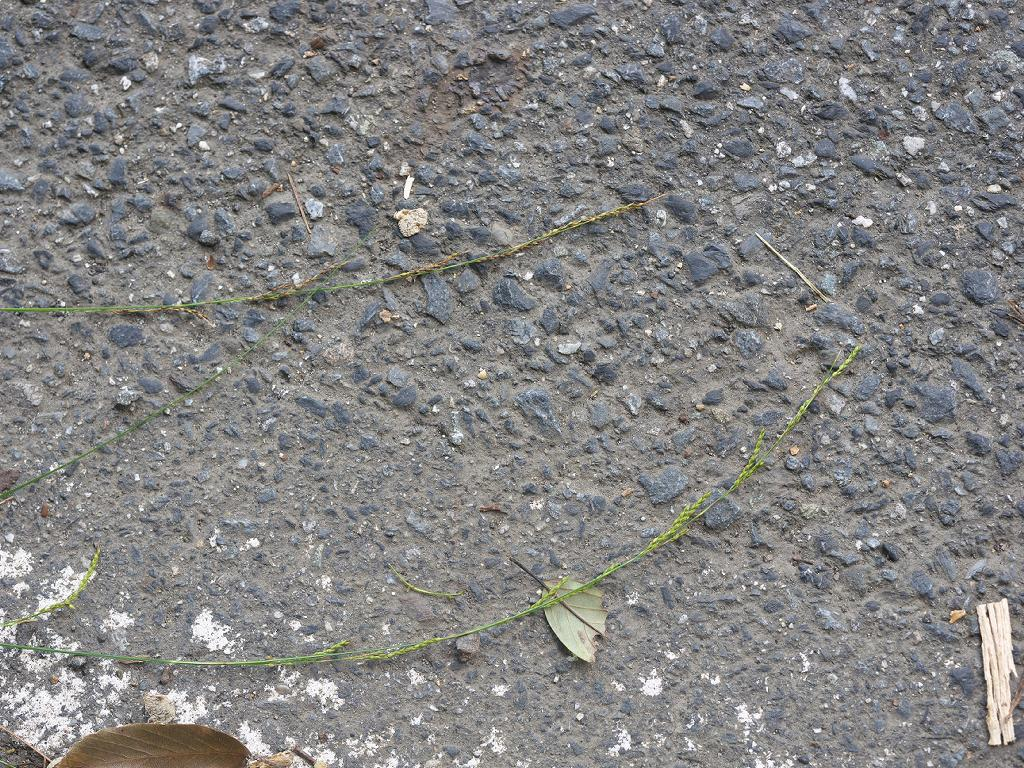
花序の上部の様子
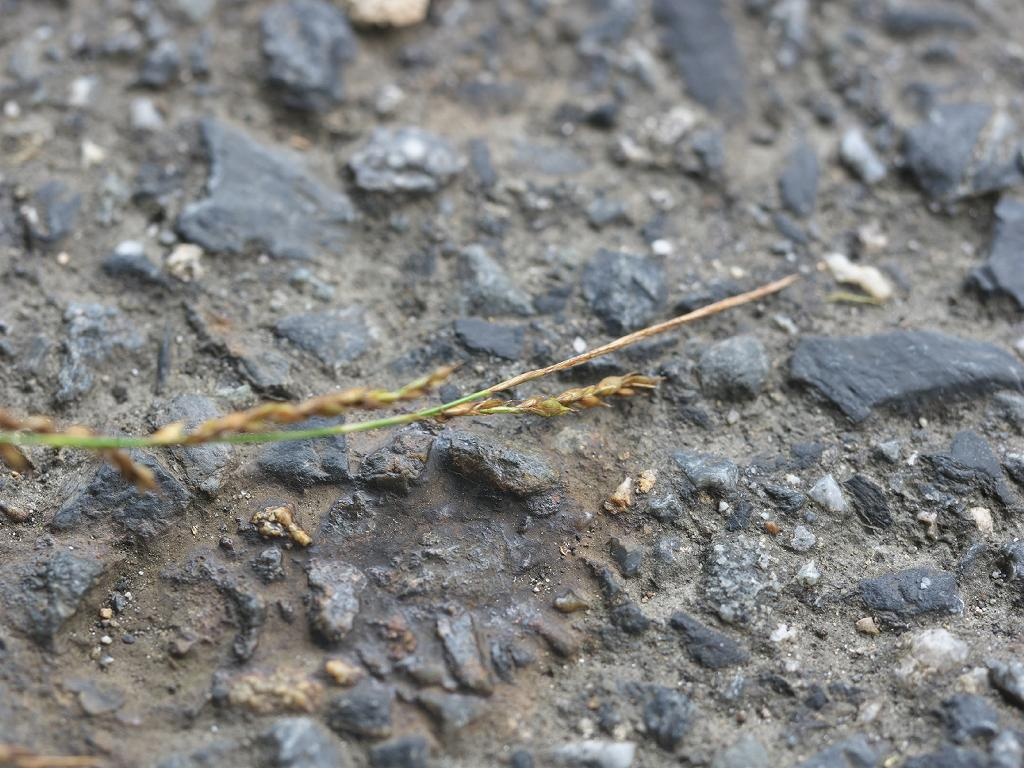
花序の上端 頂生の雄小穂は細長い
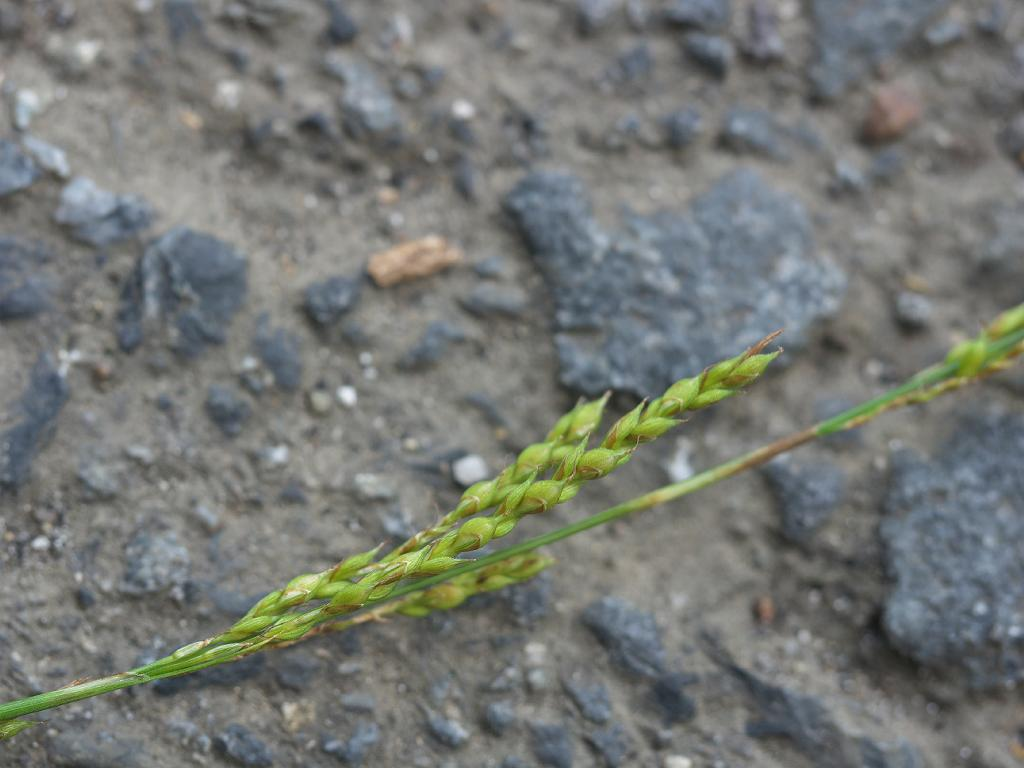
側小穂・やや若いもの
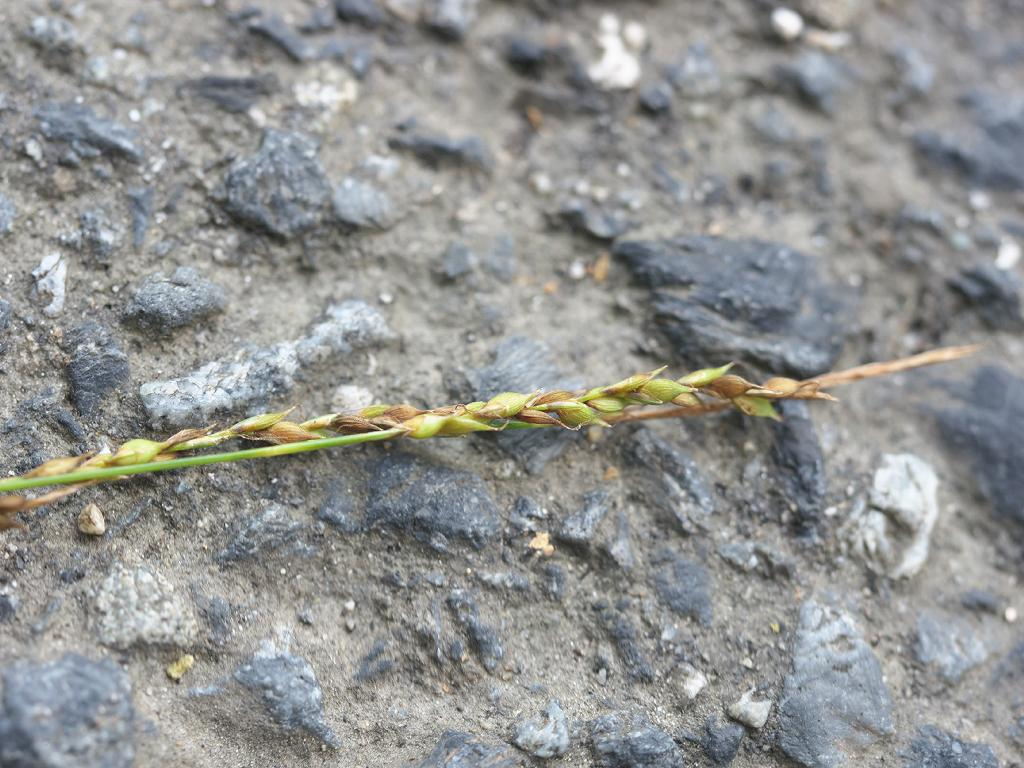
側小穂・古いもの

## 分布と生育環境
日本では本州の近畿以西と四国、対馬から知られる。国外では中国から記録があるが、勝山(2015)はこれに疑問符をつけて示している。
森林の林縁に生える。

## 分類と近縁種、類似種など
秋咲きであること、多数の小穂をつけ、特に1つの節から複数の小穂が出ること、苞に鞘があり、果包は多数の脈を持ち、嘴があること、柱頭が2裂することなどの特徴からナキリスゲ節 Sect. Graciles とする。ただしこの節のものの多くは多数ある小穂がすべて先端に雄花部のある雄雌性であり、日本産のこの類では本種のみが頂小穂が雄性となっている。また同時に側小穂も多くは雄花部のない雌性になっており、その点でも他種とは異なる。しかし外見的にはかなりよく似ている。
またナキリスゲ C. lenta ではすべての小穂が雄雌性ではあるが、頂小穂では雄花部がより長い場合が多く、時に完全に雄性になっているものが見られるので、この特徴だけで判断すると大間違いすることがある。他に同一地域に出現する可能性がありそうなもので同程度の大きさになるものにはコゴメスゲ C. brunnea 、キシュウナキリスゲ C. nachiana もあり、一見ではいずれも互いによく似ている。本種の特徴は上記の点以外にも基部の鞘が特に長いこと、果包が縁のざらつきを除いて無毛であることなどがあり、そういった点でも本種は他種と区別できる。

## 保護の状況
環境省のレッドデータブックでは指定がないが、府県別では福井県、三重県、香川県を除く四国三県、それに大分県と長崎県で絶滅危惧I類、奈良県、大阪府、兵庫県で準絶滅危惧に指定されている。大分県については図鑑等の文献には記述がないが一カ所のみに産地があり、個体数も少ないながら確認されているとのこと。